# Пронино (Чеховский район)
Пронино — деревня в Чеховском районе Московской области, в составе муниципального образования сельское поселение Баранцевское (до 29 ноября 2006 года входила в состав Баранцевского сельского округа).

## История
Впервые деревня Пронино упоминается в Писцовой книге 1627 г. 
До 60-х годов XVIII века деревня относилась к владениям монастыря Вознесенской Давидовой пустыни, а затем была отнесена к государственному (казенному) имуществу.

## Население
| 2002 | 2006 | 2010 |
| ---- | ---- | ---- |
| 3    | ↗5   | ↗34  |

## География
Пронино расположено примерно в 12 км на юго-восток от Чехова, на запруженной реке Родинка (правый приток Лопасни), высота центра деревни над уровнем моря — 170 м. На 2016 год в Пронино зарегистрировано 8 улиц. Неофициально на территории деревни выделяют так называемое "Старое Пронино" - земли, которые занимала деревня до ее значительного расширения в конце XX - начале XXI века.

### Водоёмы
В центре деревни находятся два небольших пруда, разделенные плотиной, из которых вытекает безымянный ручей - левый приток реки Родинка, сильно усыхающий в летнее время года. К востоку от деревни находится Голыгинский пруд, служащий естественной границей между деревней Пронино и деревней Голыгино, из которого берет начало река Родинка, протекающая по северной границе деревни и отделяющая ее от села Новый Быт. Также на северной границе деревни расположены Натиевские Пруды (2 водоёма) 

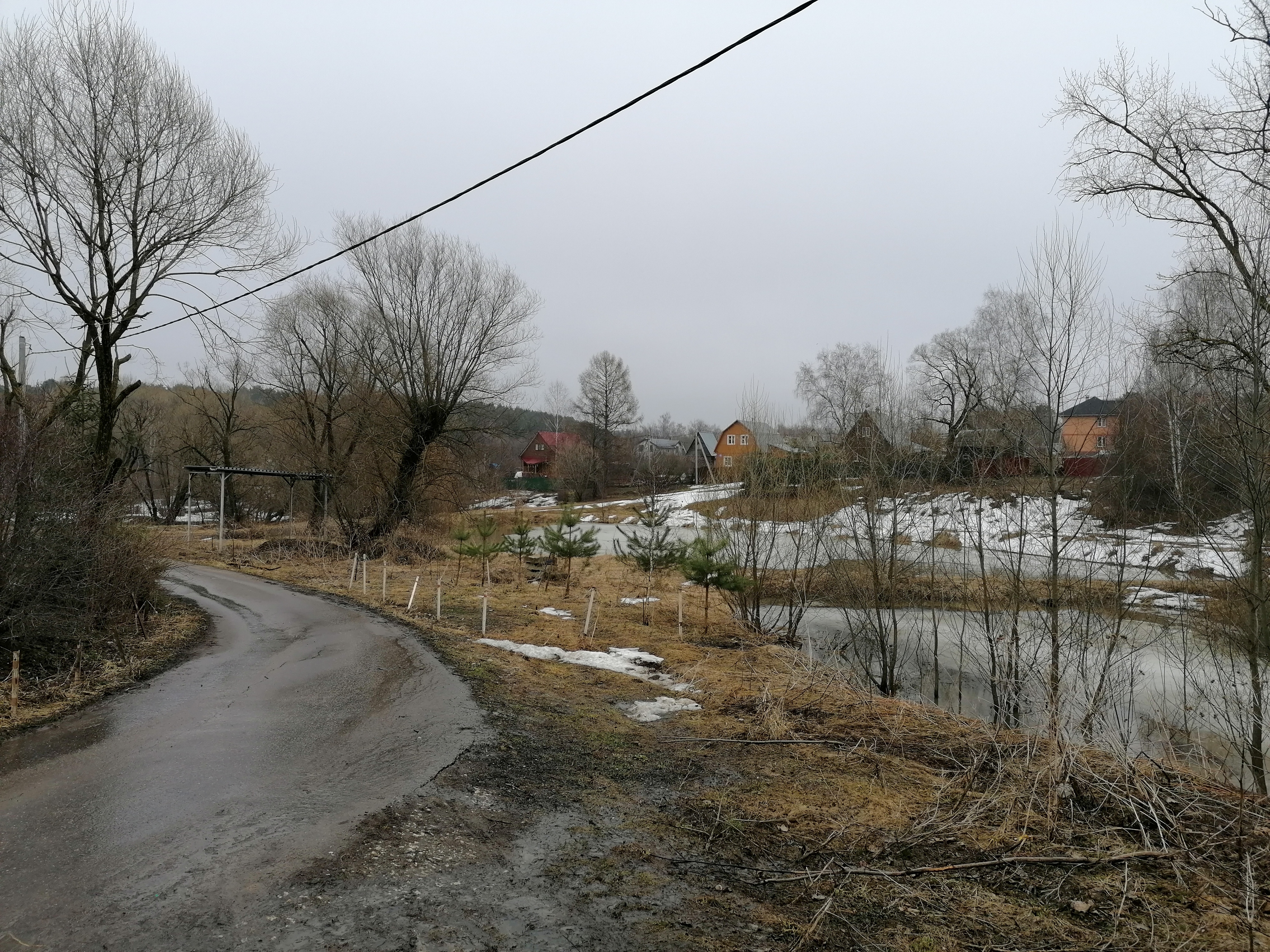
Пруды в центре деревни Пронино весной 2022 года
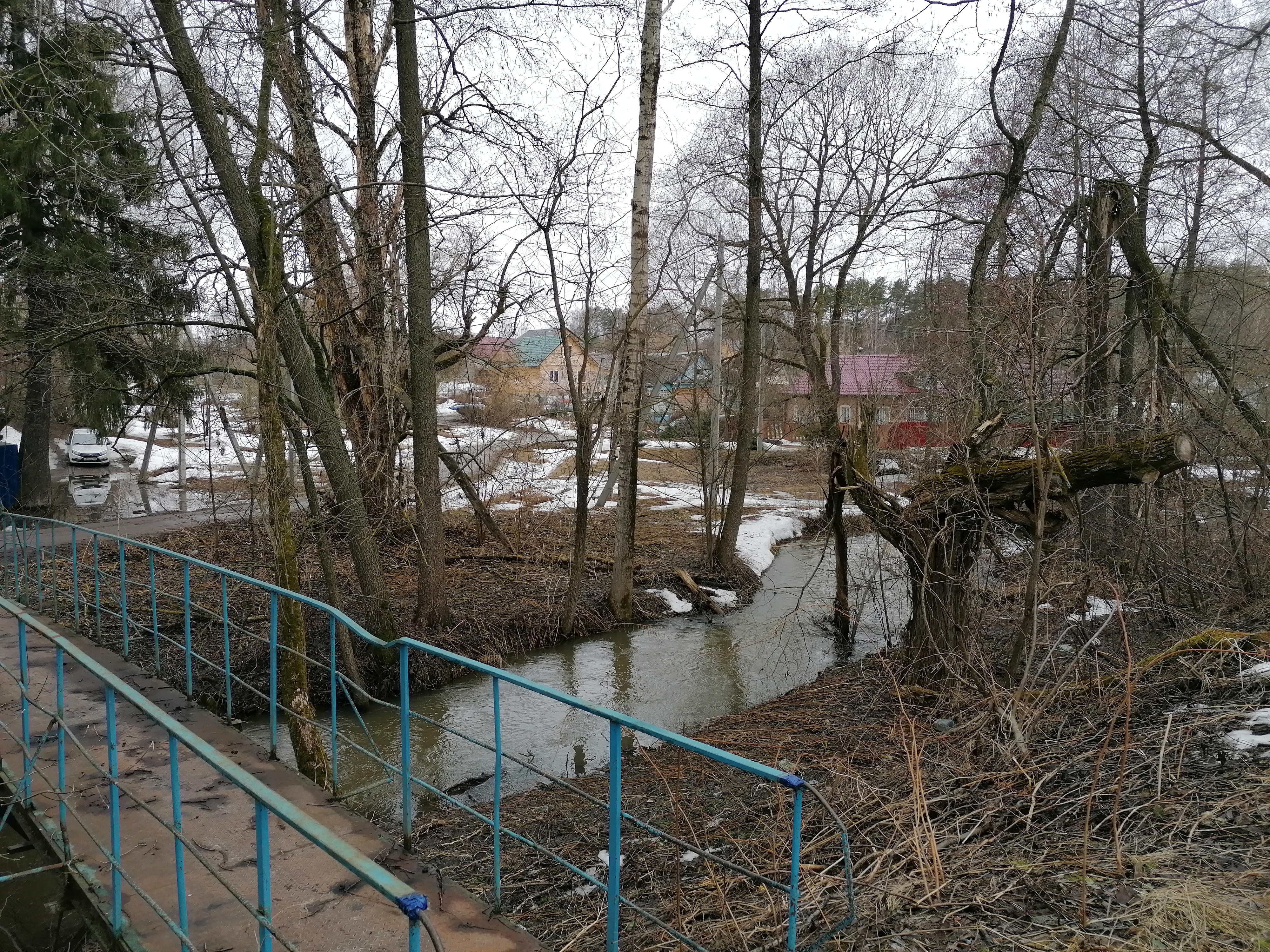
Река Родинка к северу от деревни Пронино весной 2022 года
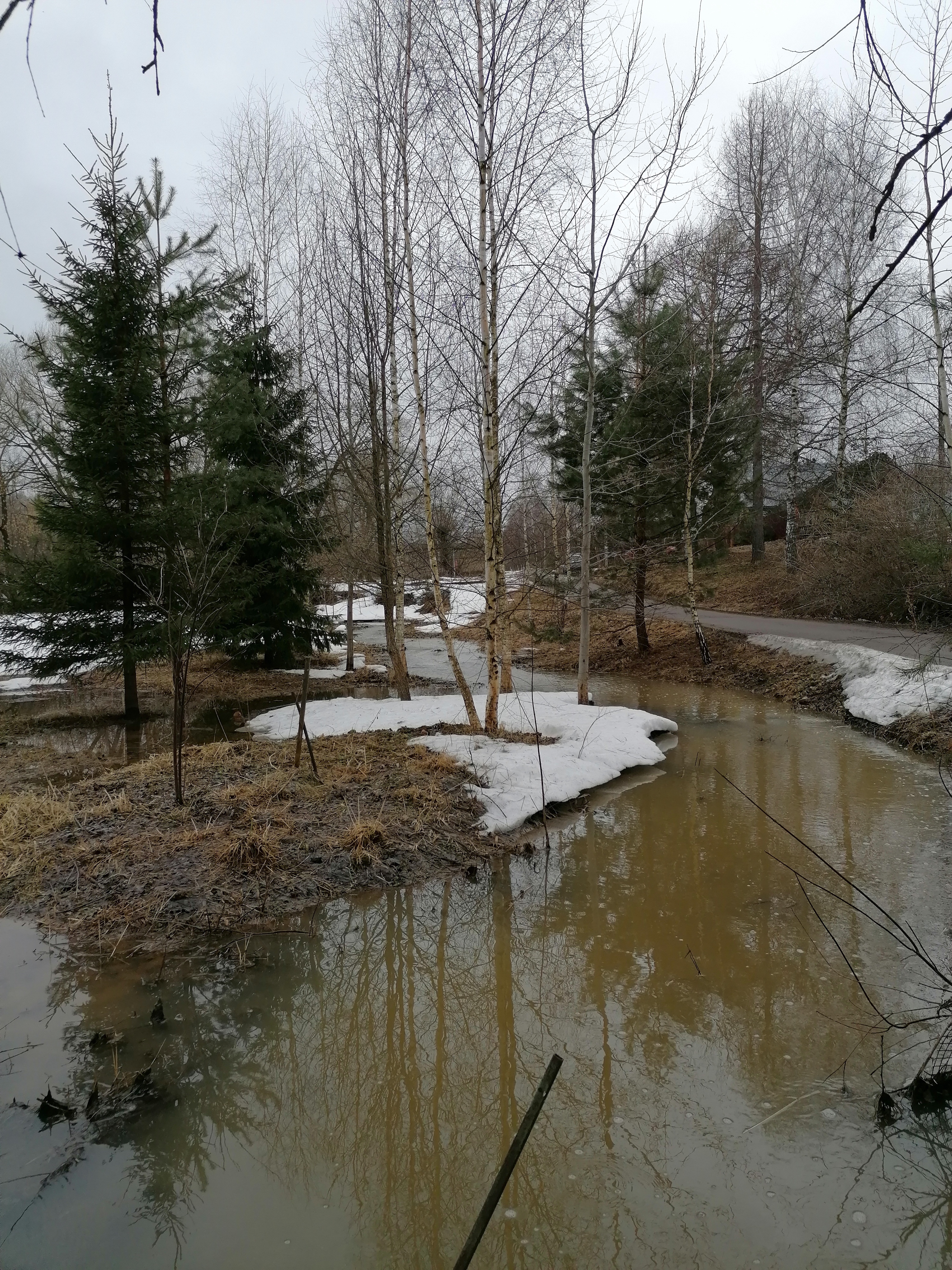
Безымянный левый приток реки Родинка, протекающий через деревню весной 2022 года
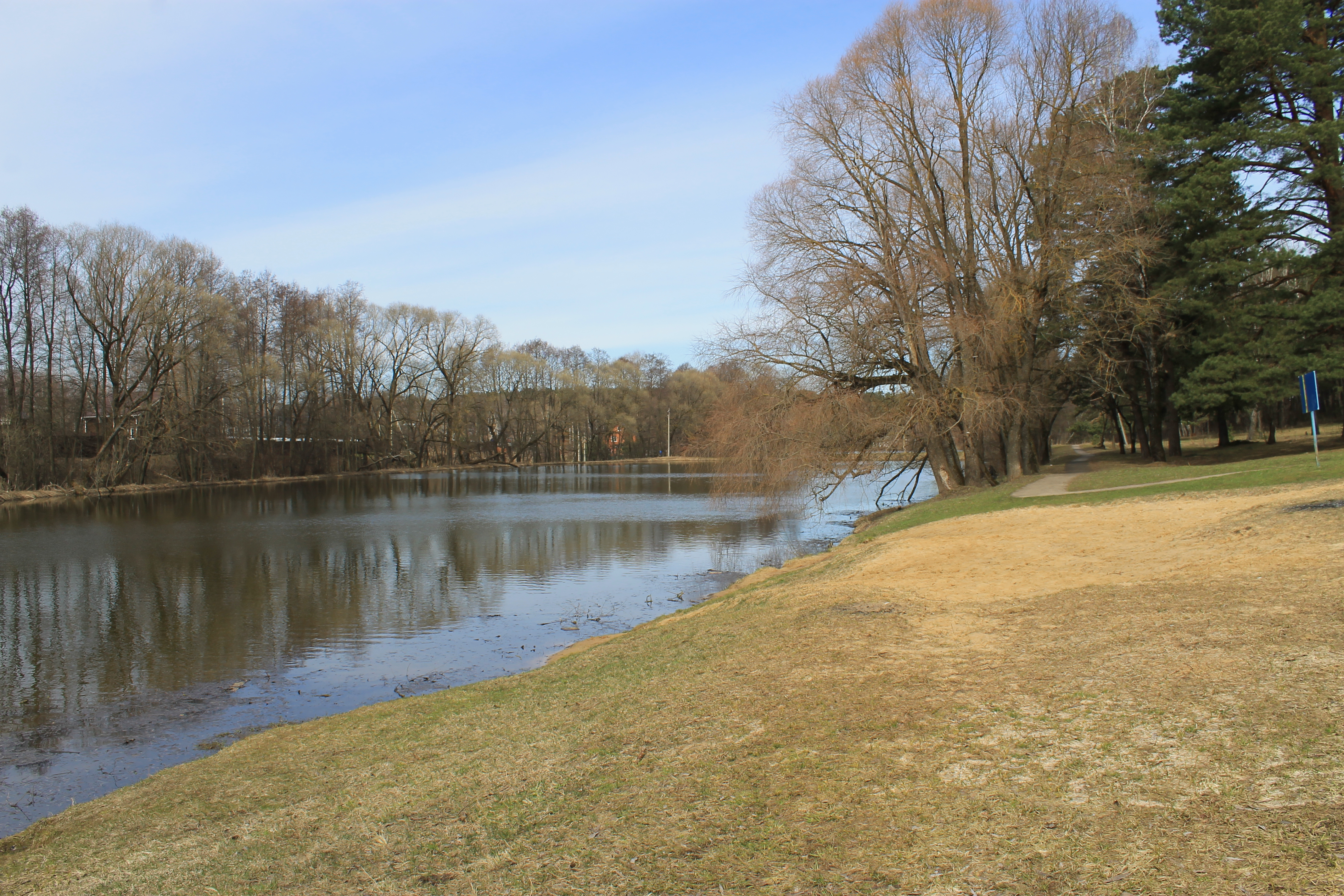
Верхний Натиевский пруд на границе села Новый Быт и деревни Пронино Чеховского района
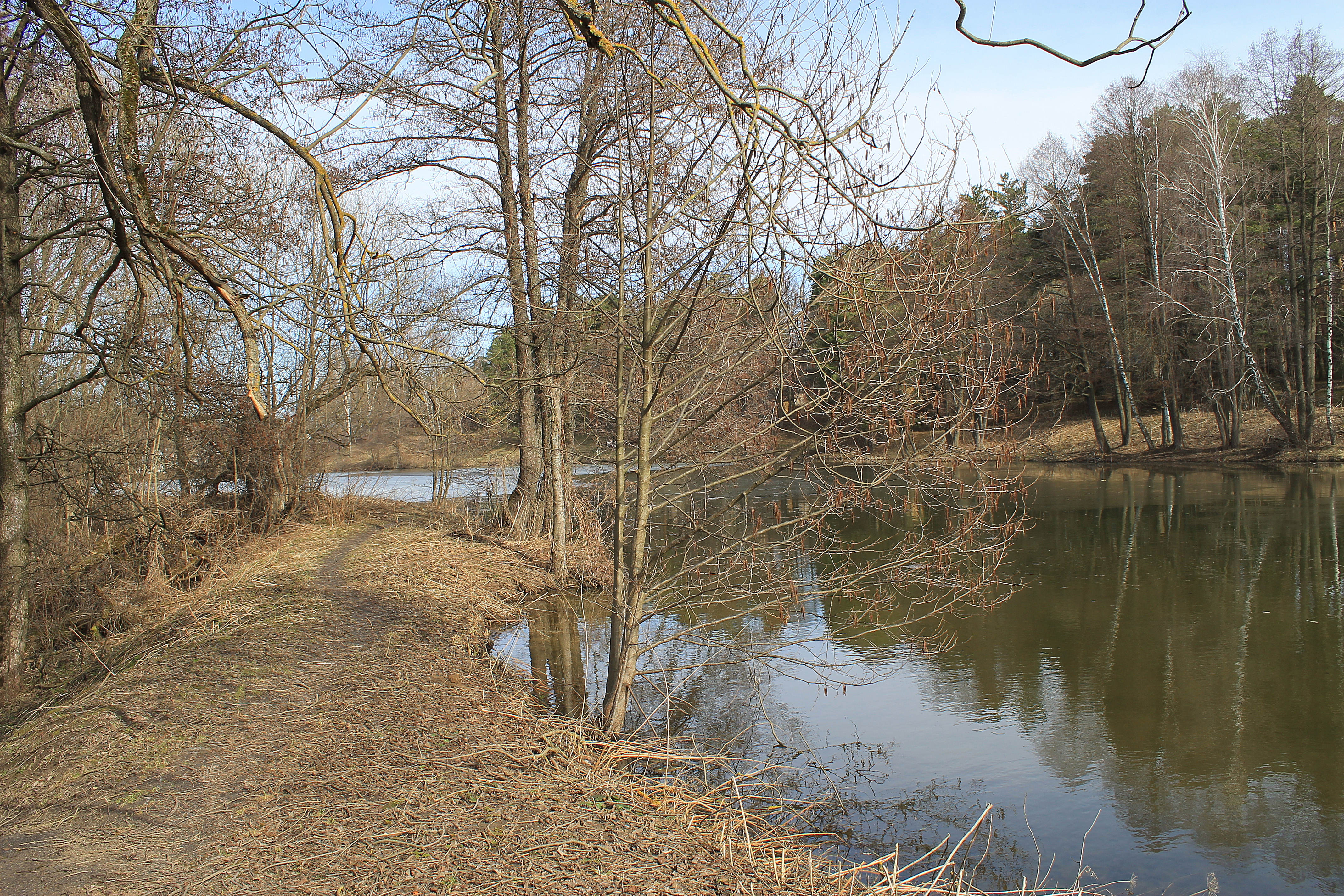
Нижний Натиевский пруд на границе села Новый Быт и деревни Пронино Чеховского района
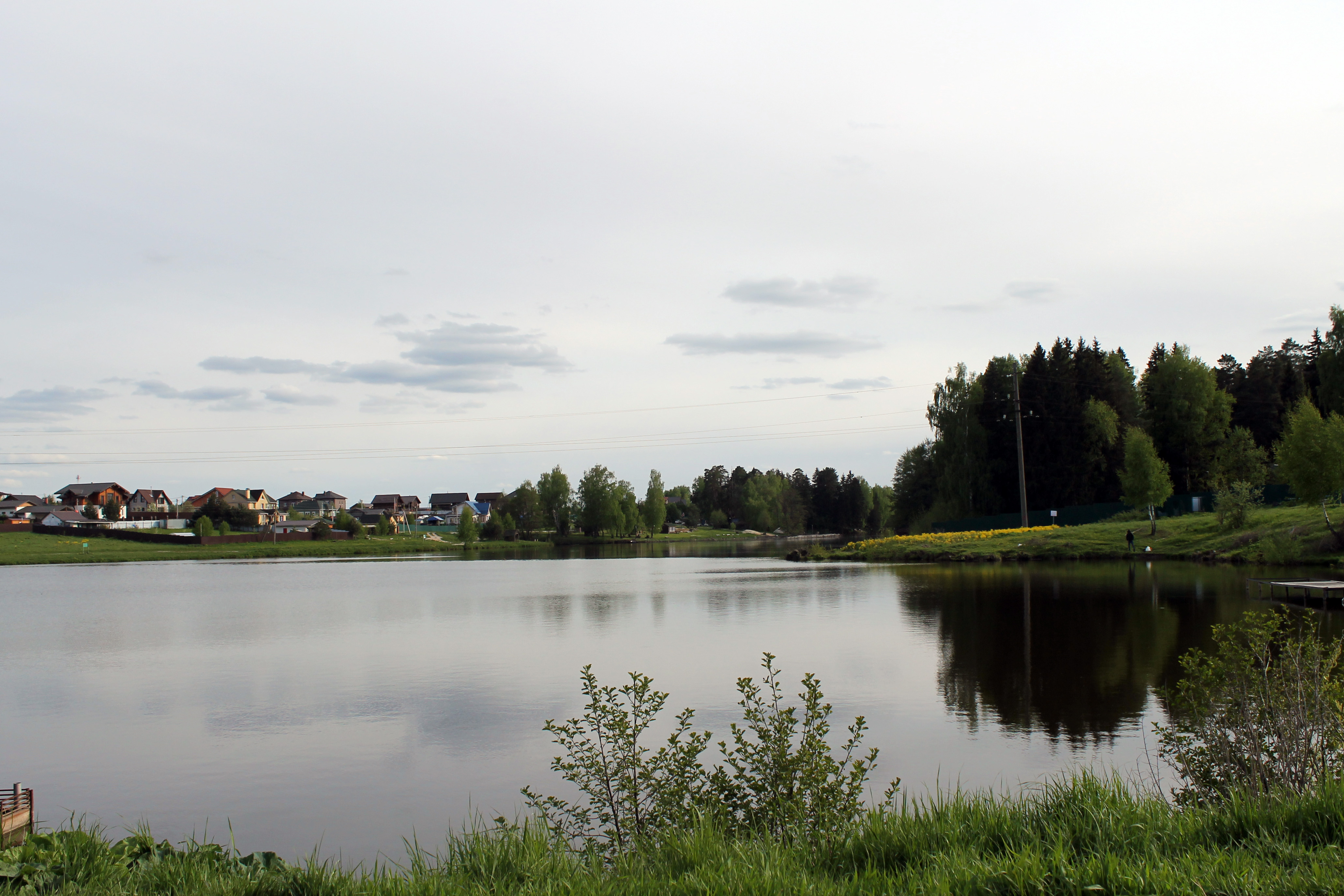
Голыгинский пруд

### Традиционные русские деревянные дома
По состоянию на начало 2022 года в деревне сохранились традиционные деревянные дома, построенные, как правило, в первой половине XX-го века, но многие из них находятся в аварийном состоянии.

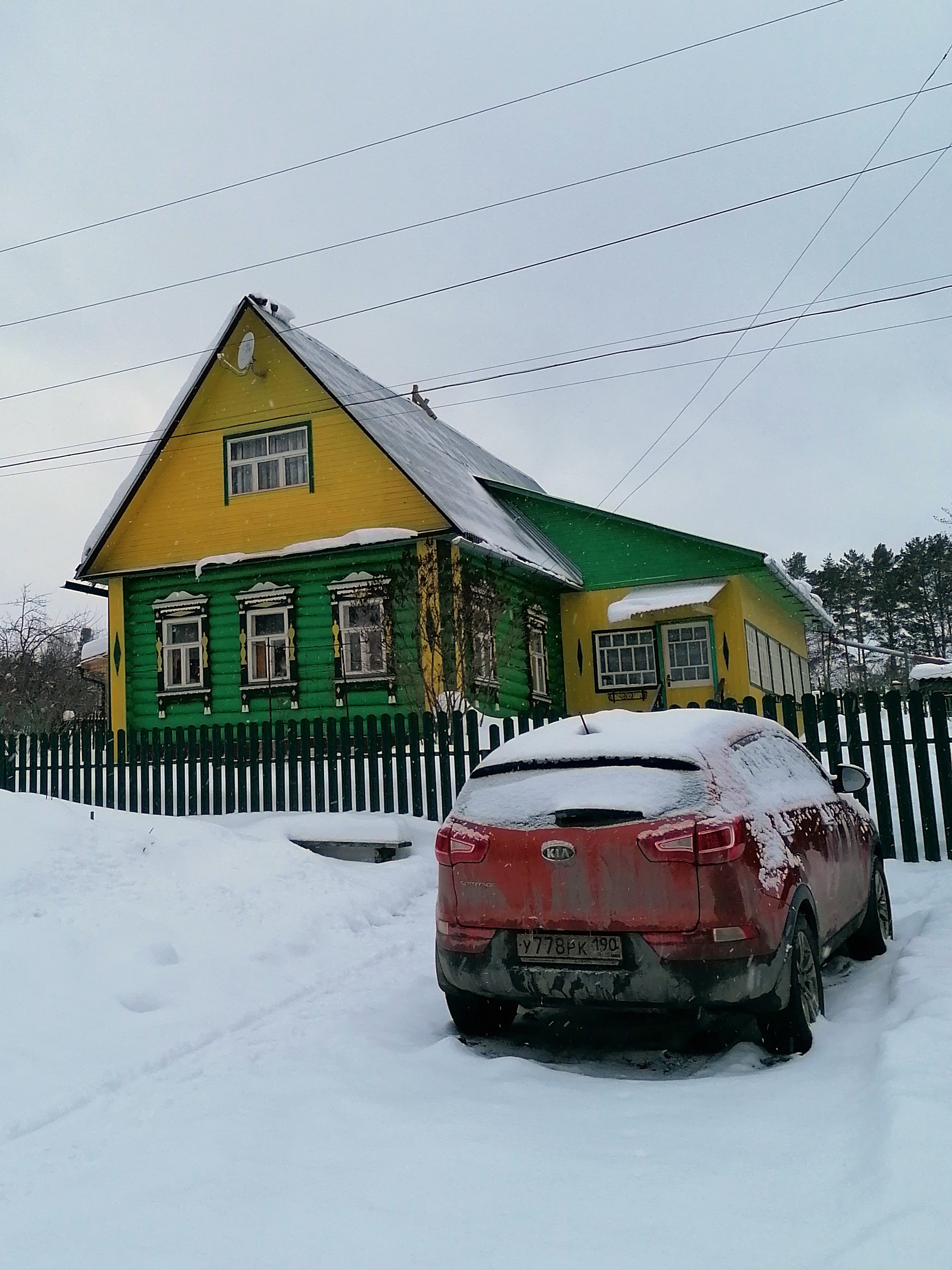
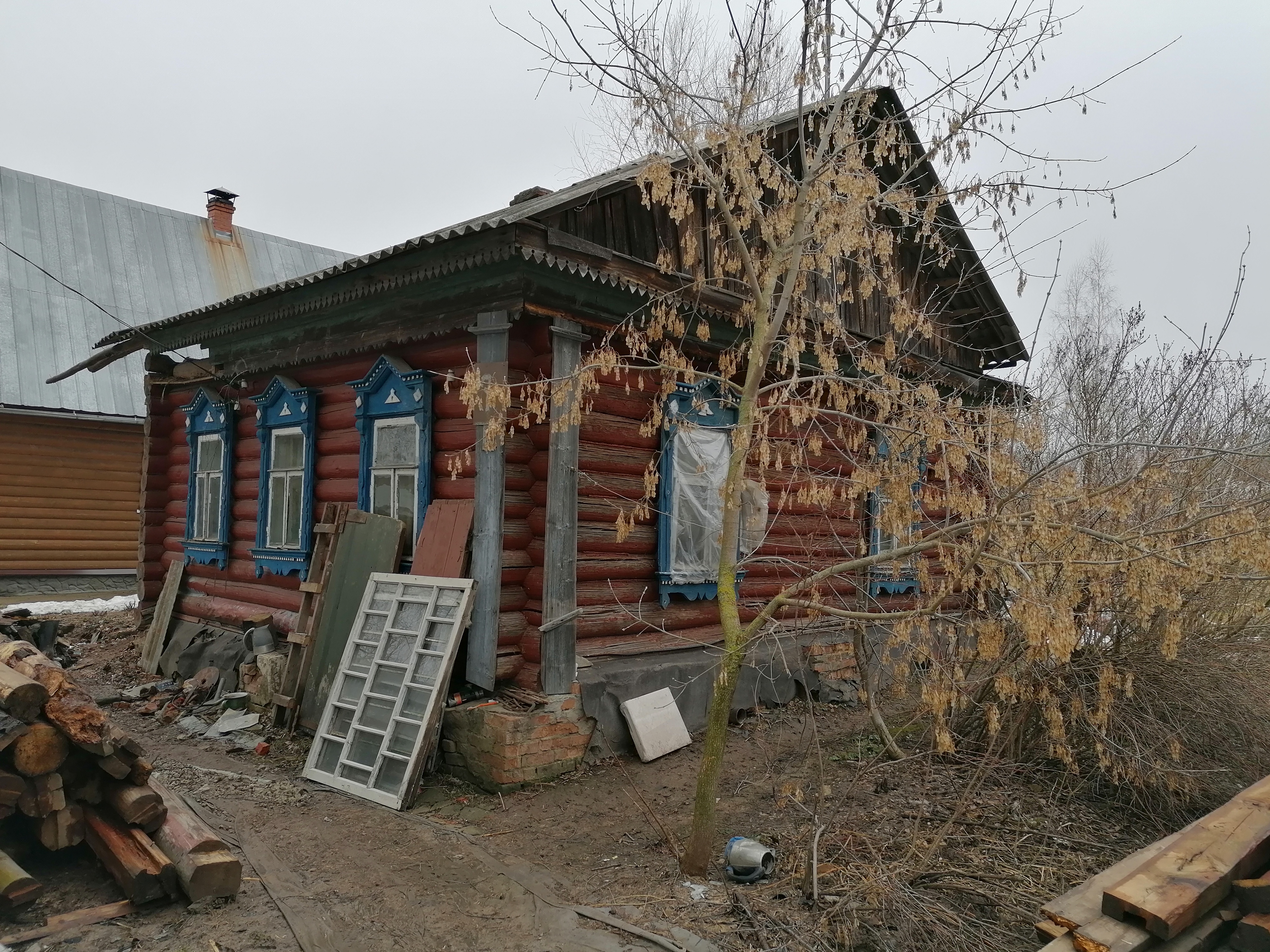
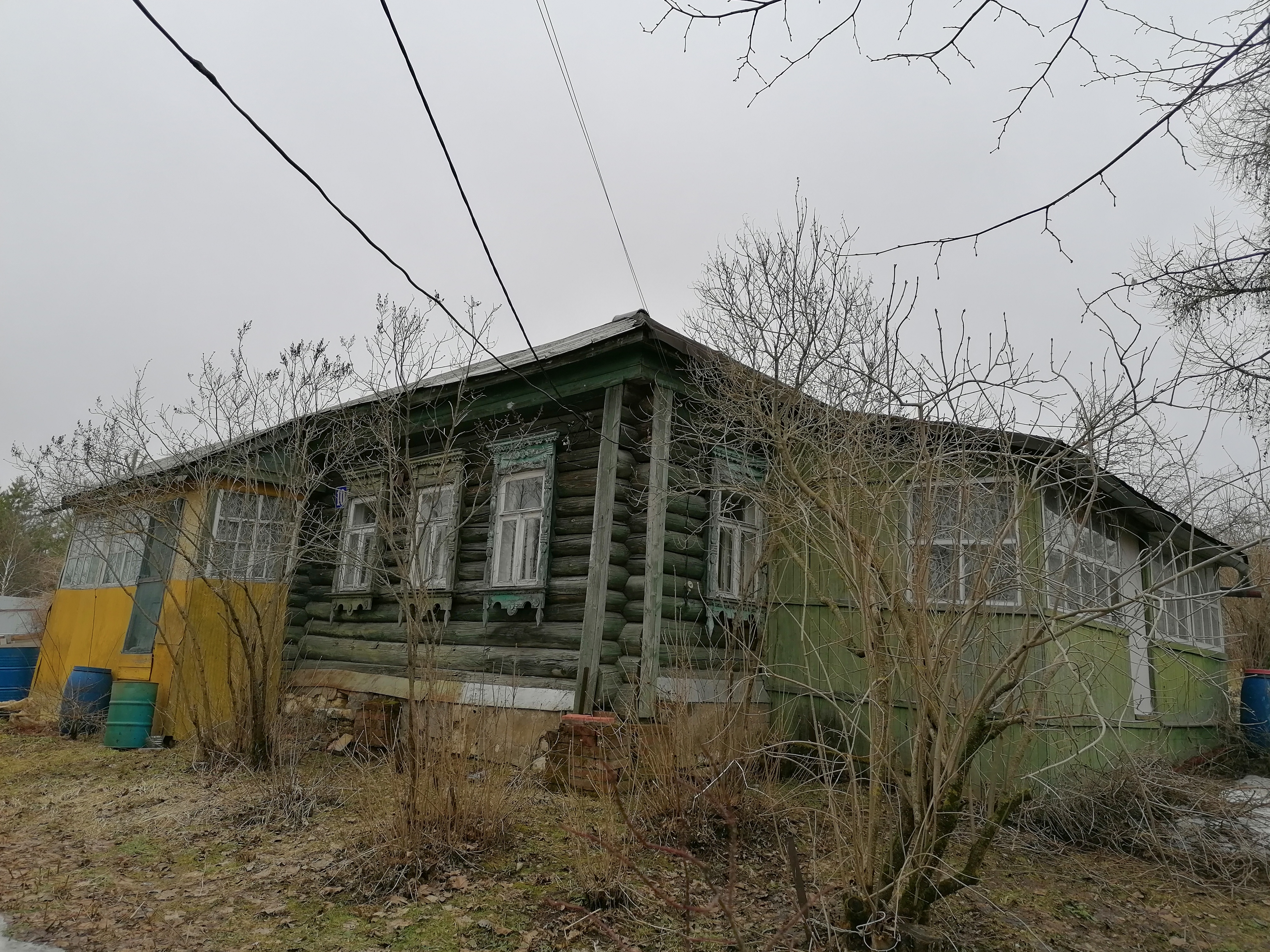
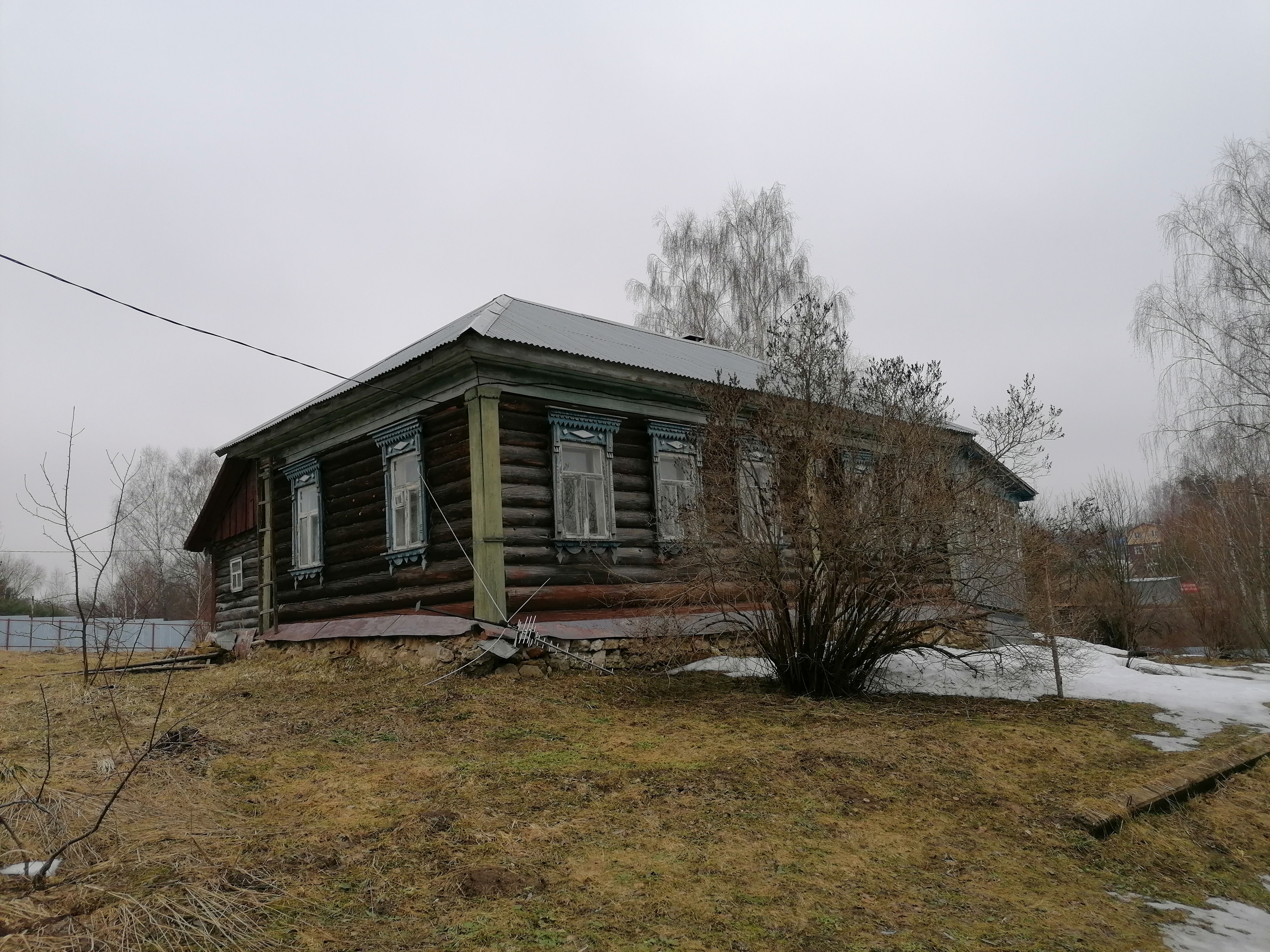
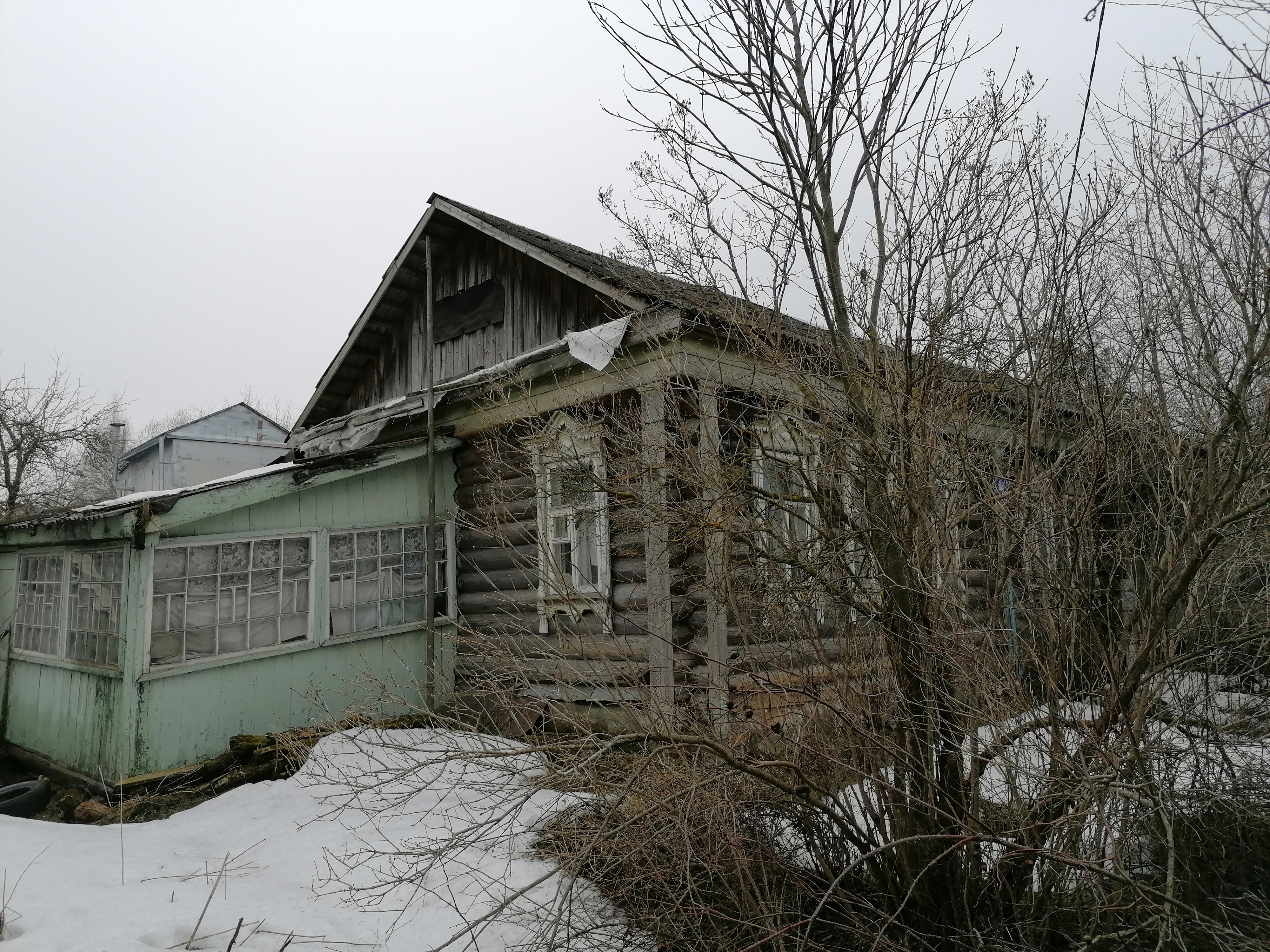
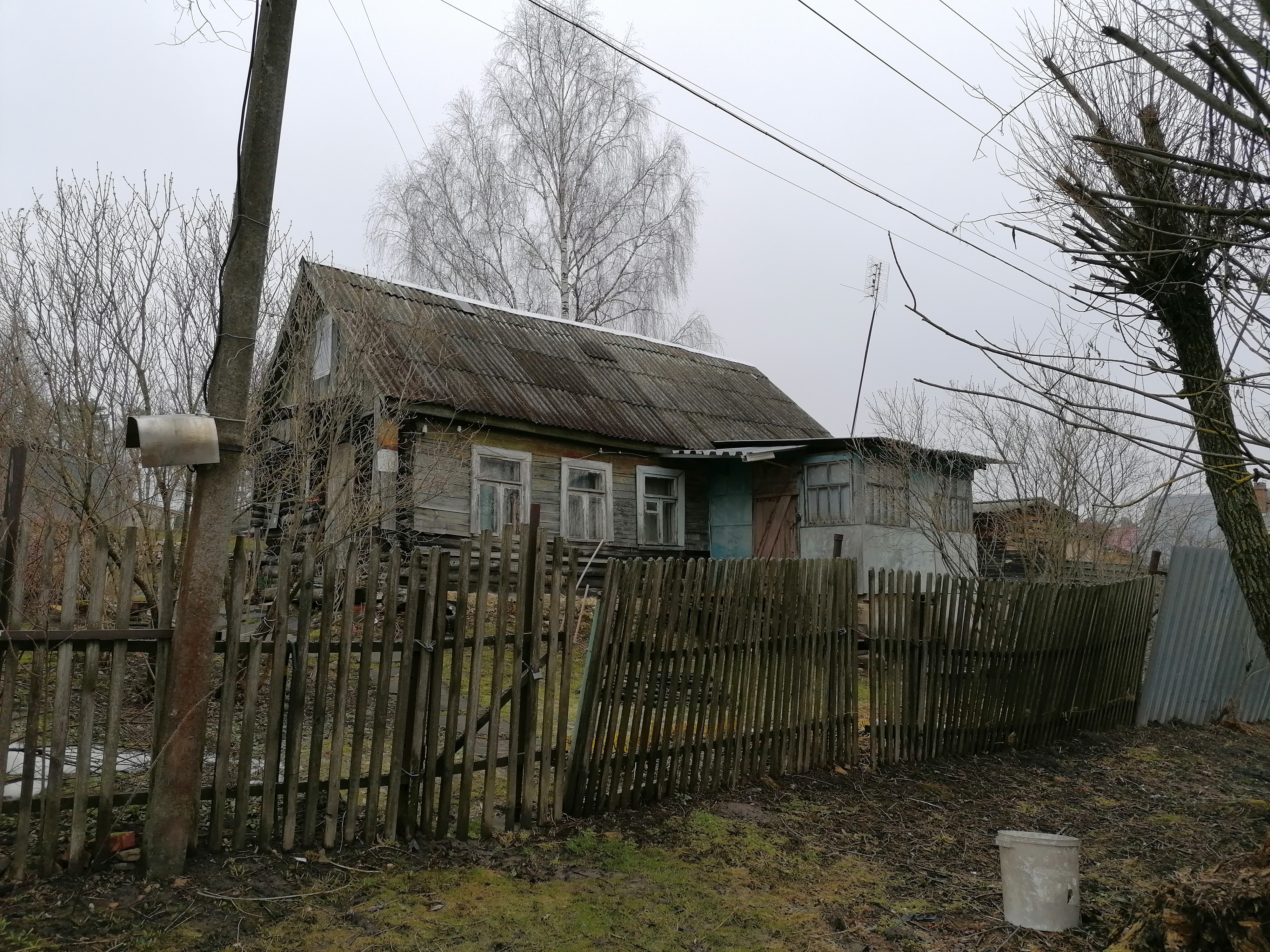
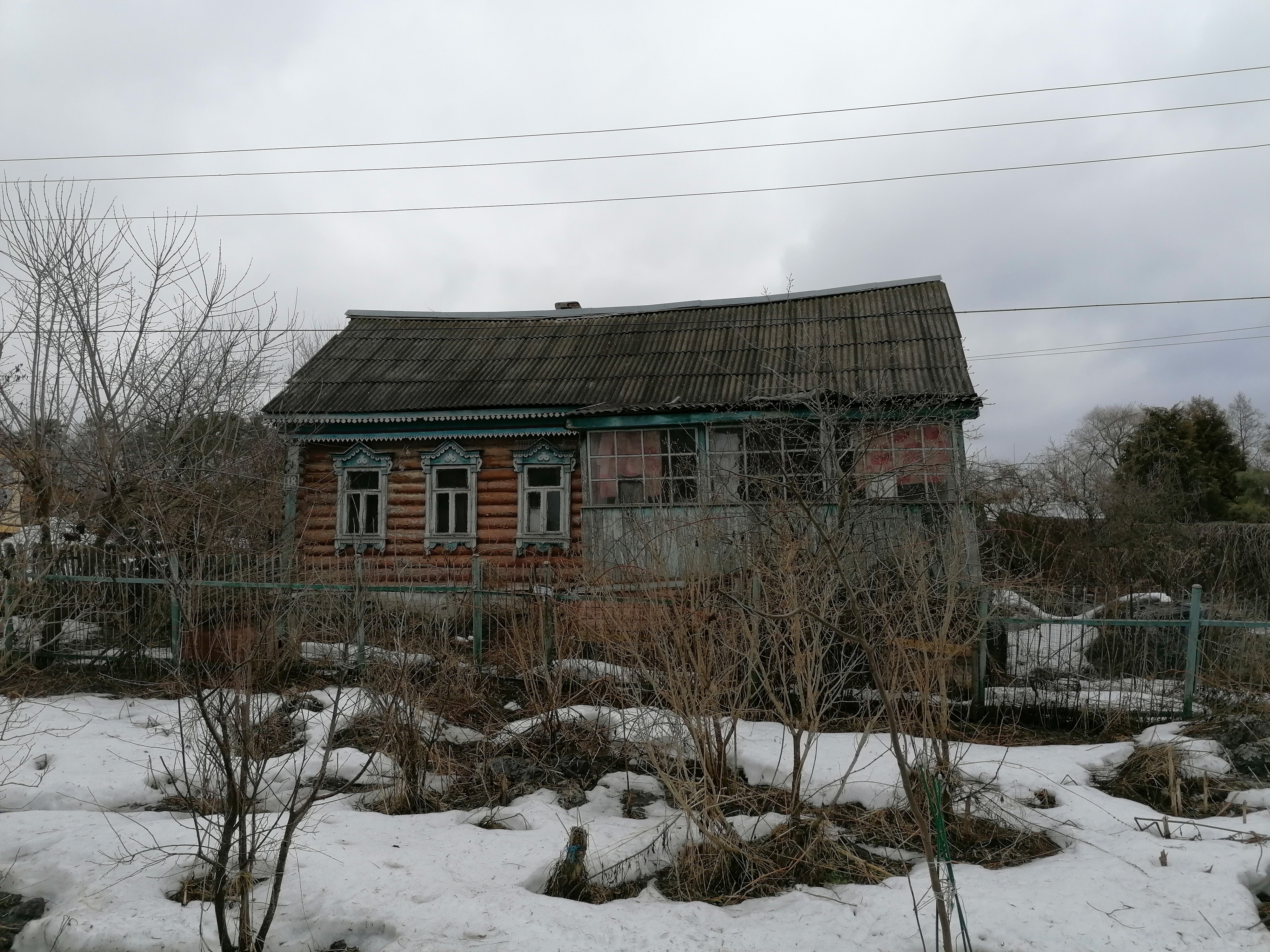

## Известные жители деревни
- Симакова Валентина Петровна 1922 г.р. - почётный гражданин г.о.Чехов (постановление Главы Чеховского района № 739 от 11.06.1997). Закончила Лопасненский сельскохозяйственный техникум Министерства мясной и молочной промышленности СССР по специальности агроном. Работала  агрономом-семеневодом в Чепелевской МТС, затем главным агрономом в совхозе им. Чехова. В 1969 году назначена  директором совхоза «Новый Быт», которым затем руководила 22 года. Благодаря ее стараниям в поселке было построено пять 16-ти квартирных домов, детский сад, столовая, картофелехранилище. Труженики совхоза первыми в районе  были обеспечены горячими обедами  на фермах. Под ее руководством сельскохозяйственное предприятие одно из первых внедрило передовые технологии, новые методы работы. При ней построены фермы в Новом Быту, Крюкове и Плешкине. Многие годы она возглавляла районное отделение общества советско-чехословацкой дружбы. Внедряла эффективные  разработки  и опыт чехословацких друзей в своем совхозе. Имеет звание «Заслуженный работник сельского хозяйства России»[12].